# 쿠사노 히로노리
쿠사노 히로노리(일본어: 草野博紀, 1988년 2월 15일 ~ )는 일본의 가수, 모델이다. 인디 밴드 porehead의 보컬로서 활동하고 있다.
카나가와 현 요코하마시 코난 구 출신. 호세이 대학 캐리어디자인학부 중퇴.

## 약력
- 2001년 2월 4일, 쟈니즈 사무소에 입소.
- 2003년 9월 15일, NEWS의 멤버로 선발되어, 11월 7일, 〈NEWS 닛폰〉으로 CD 데뷔. 2004년 5월 12일 〈희망~Yell~〉로 메이저 데뷔.
- 2006년 1월, 자기 추천 입시로 호세이 대학 캐리어디자인학부 캐리어디자인학과에 합격[1].
- 2006년 1월 31일, 미성년자 음주 혐의로, 연예 활동을 자숙. 12월 30일, 쟈니즈 사무소가 쿠사노의 NEWS 탈퇴와, 연구생으로서 재출발하는 것을 발표.
- 2007년 7월, 소년대 주연의 무대 《PLAYZONE'07 Change2Chance》에 우치 히로키와 함께 출연해, 쟈니즈 Jr.로서 연예 활동을 재개.
- 2008년 4월, 댄스·노래·어학을 배우는 것을 이유로 뉴욕에 유학. 그 후, 쟈니즈 사무소를 퇴소.
- 2010년 4월 9일에 발족한 브랜드 〈Cailly☆Coo〉의 전속 모델을 맡는다.

## 출연

### 드라마
- 극단 연기자. 〈집이 멀어〉 (2005년 9월 14일 ~ 10월 26일, 후지 TV) - 키다 역

### 버라이어티
- Ya-Ya-yah (TV 도쿄)
- 더 소년 구락부 (NHK-BS2·BShi)
- 알몸의 소년 (TV 아사히)

### 라디오
- NEWS Kick and Spin Muzik (FM 요코하마)

### 광고
- 베네세 신켄 제미

### 무대
- PLAYZONE'07 Change2Chance (2007년)